# Calanthe caulescens
Calanthe caulescens är en orkidéart som beskrevs av Johannes Jacobus Smith. Calanthe caulescens ingår i släktet Calanthe och familjen orkidéer. Inga underarter finns listade i Catalogue of Life.